# Francis Maude
Francis Anthony Aylmer Maude, Baron Maude van Horsham (Abingdon, Engeland, 4 juli 1953) is een Brits politicus van de Conservative Party.
Maude was tussen 1987 en 2016 bewindspersoon in de kabinetten-Thatcher (1987–1990), Major I (1990–1992), Cameron I (2010–2015) en Cameron II (2015– 2016). Hij was Partijvoorzitter van de Conservative Party van 2005 tot 2007. Op 25 mei 2015 werd Maude benoemd als baron en werd lid van het Hogerhuis.
- Gemeinsame Normdatei: 171449150
- Library of Congress Control Number: no99016473
- Nationale Bibliotheek van Israël: 987007432206005171
- Virtual International Authority File: 24229760
- WorldCat: E39PBJwtjb3gDtxR3d3QbmWJjC